# سرزمین دختران
سرزمین دختران (به انگلیسی: The Land Girls) فیلمی محصول سال ۱۹۹۸ و به کارگردانی دیوید لیلند است. در این فیلم بازیگرانی همچون کاترین مک‌کورمک، ریچل وایس، آنا فریل، استیون مکینتاش، لوسی اکهرست و پل بتانی ایفای نقش کرده‌اند.